# アワ・ボディ
『アワ・ボディ』（原題：아워 바디、英題：Our Body）は、2018年に公開された韓国映画。監督・脚本はハン・ガラム。主演はチェ・ヒソ。

## 概要
ハン・ガラム（女性）の長編デビュー作である。ハン・ガラムは韓国映画アカデミーの短編コースで1年間学び、短編映画『장례난민』を発表した。そして韓国映画アカデミーの卒業制作作品として本作が作られることとなった。就職をするまでに長い時間がかかったこと、その過程で走り始めたこと、他の人々と一緒に走ったことなど、ハン自身の経験が多く脚本に反映された。
2017年に撮影は行われた。主人公のチャヨンを演じるチェ・ヒソは走ることはほぼ未経験だったが、チャヨンが夜の階段で出会うランナーのヒョンジュを演じるアン・ジヘはもともと体操選手だった。ハンは編集も自ら行った。
2018年9月6日から16日にかけて開催された第43回トロント国際映画祭に出品され、11日に上映された。
同年10月5日、第23回釜山国際映画祭で上映された。同映画祭でチェ・ヒソは「今年の俳優賞」を受賞した。
2019年3月9日と15日、大阪アジアン映画祭でそれぞれ上映された。15日の上映後、ハン・ガラムとチェ・ヒソは会場のABCホールに登壇し、映画について語った。
同年9月26日、韓国で一般公開された。
チャヨンとヒョンジュとの関係について、監督のハン・ガラムはインタビューで「単純な友情以上というニュアンスで描いている」と答えた上で次のように語っている。「彼女たち2人の関係は観る方の視点によって変わってくると思う。私たちとしては、2人の関係を確実な関係として見せないようにしたのが、映画の意図でもある」
映画批評家の児玉美月は評論「韓国クィア映画の女性表象」の中でこう述べた。「競争社会に疲弊した三〇代のチャヨンに、作家志望の女性ヒョンジュに向けられる同化願望には、深層心理的には性愛感情も入り混じっているようにも見え、彼女たちの関係は友人とも恋人とも規定しきれない」

## キャスト
- チェ・ヒソ - チャヨン
- アン・ジヘ - ヒョンジュ
- キム・ジョンヨン - チャヨンの母
- ノ・スサンナ - ミンジ